# Instrumentflygning

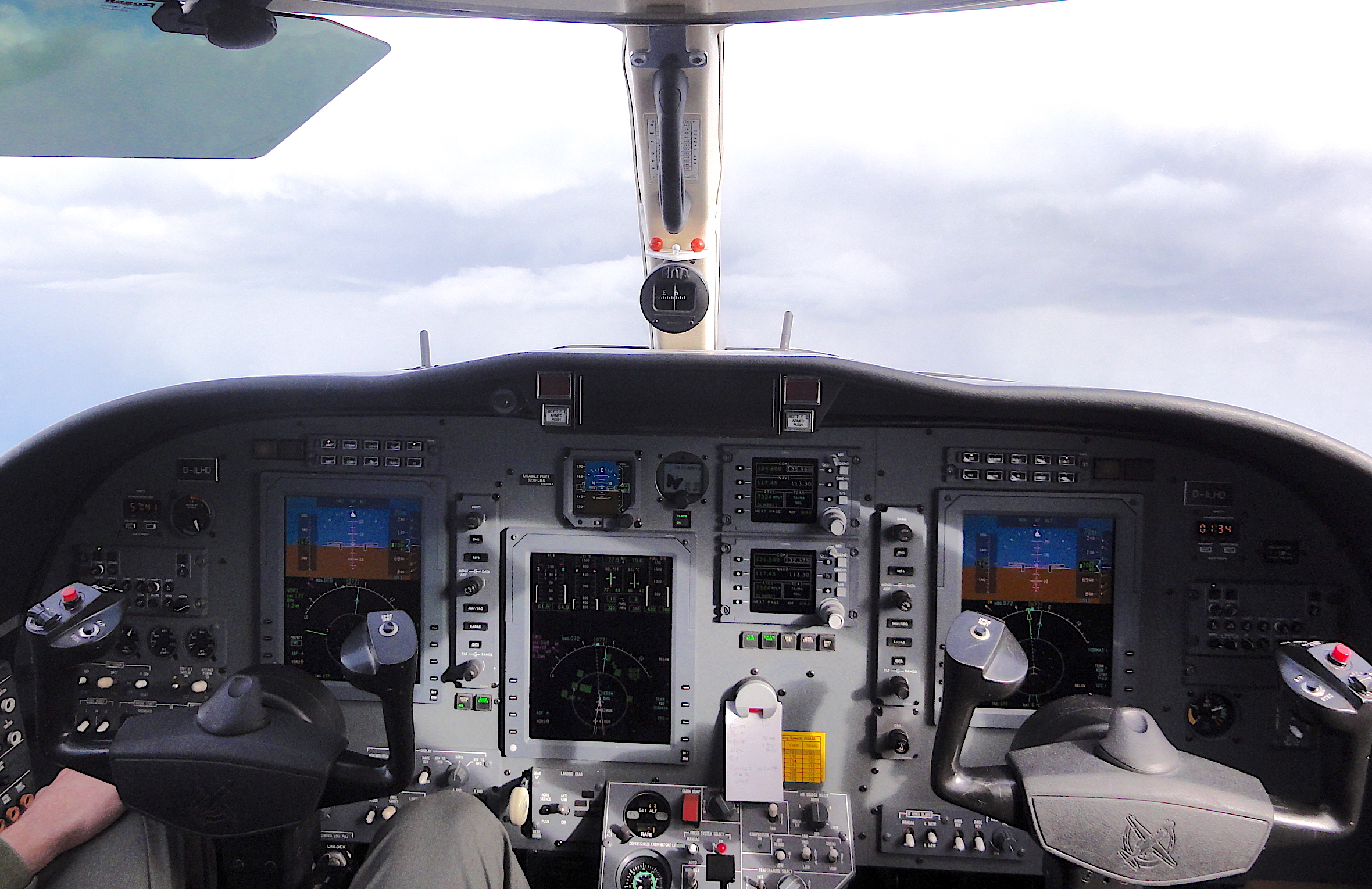
Instrumentflygning i moln.

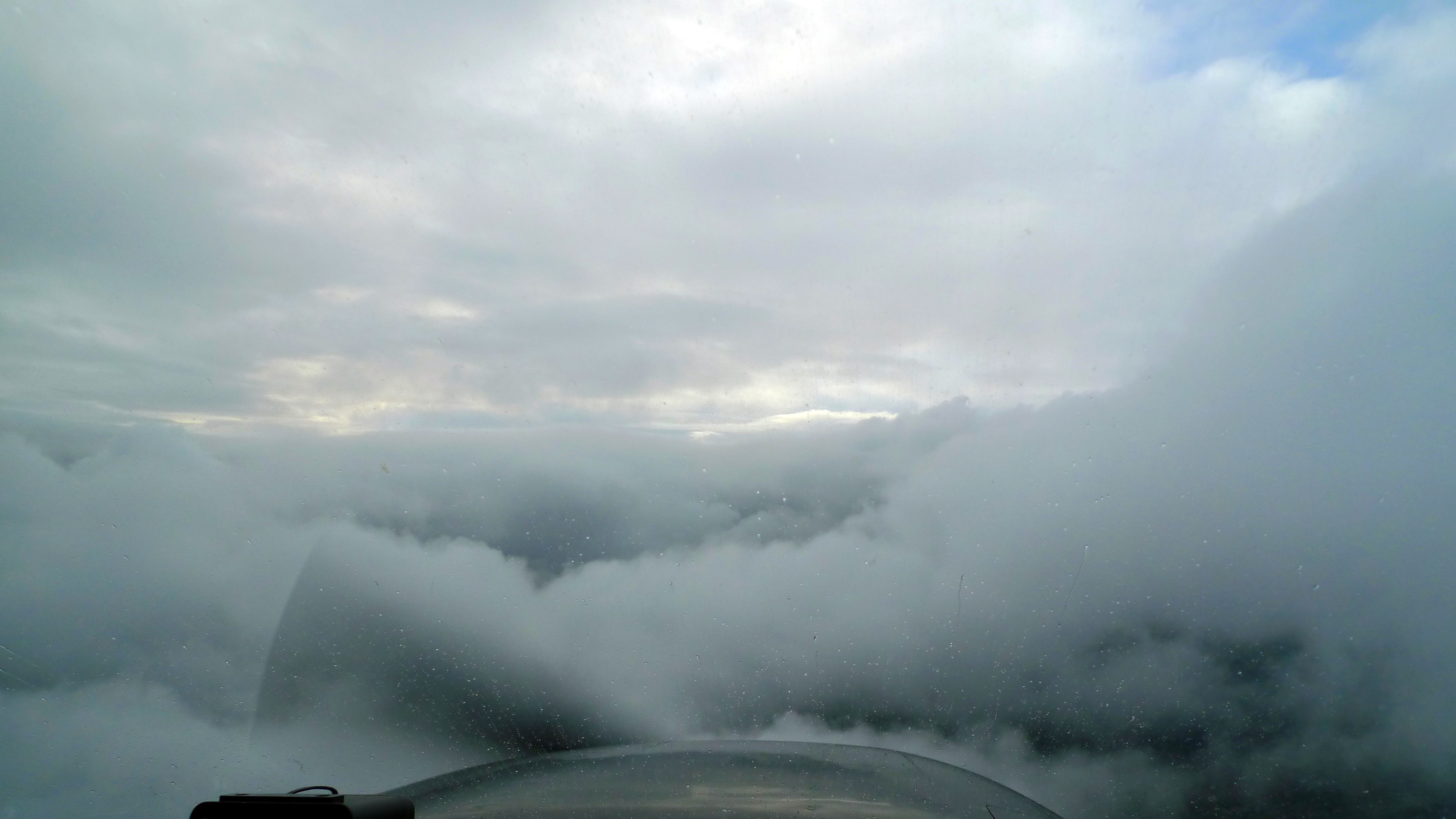
Instrumentflygning i oväder.

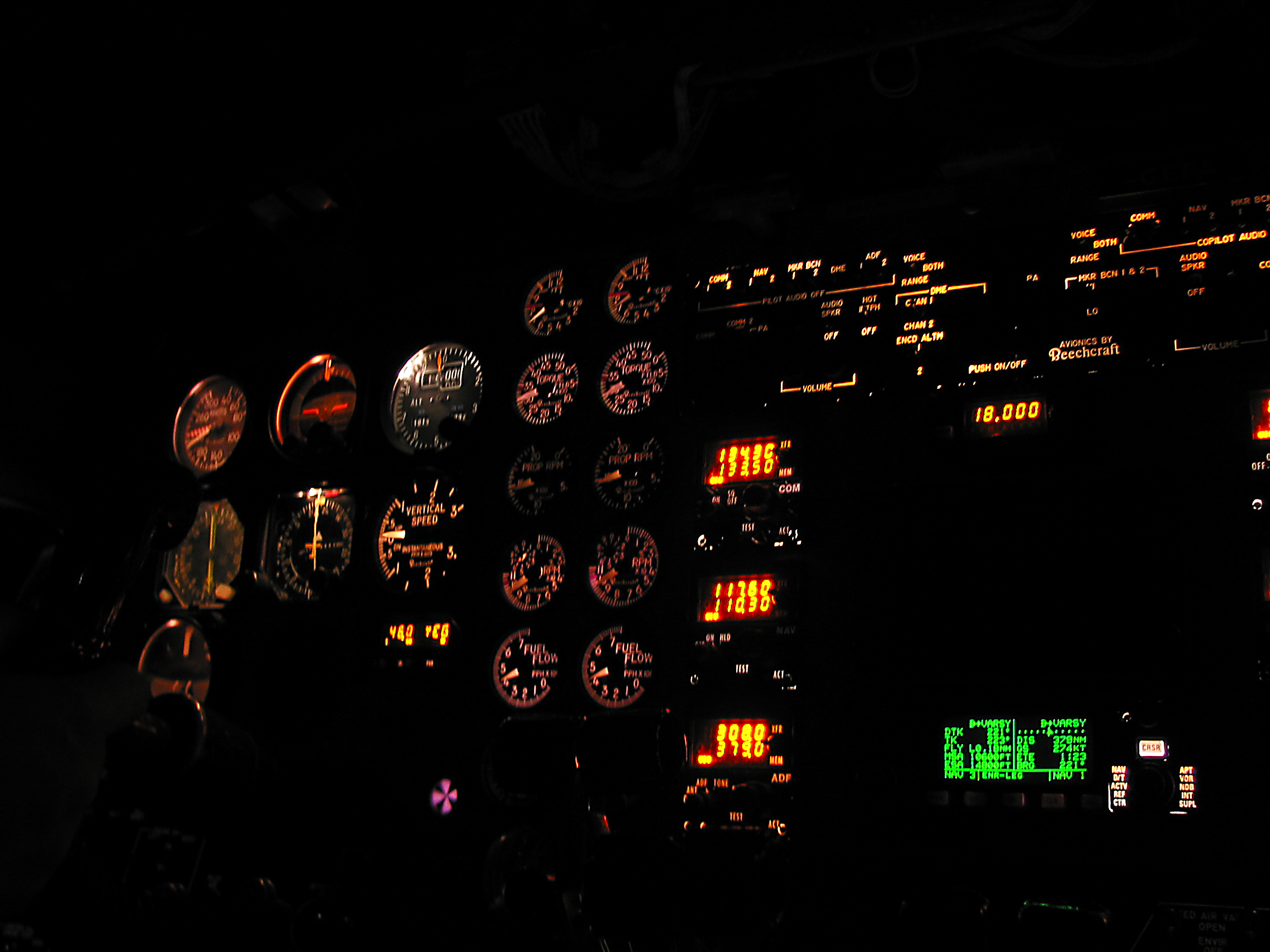
Upplysta flyginstrument under mörkerflygning.

Instrumentflygning är flygning som genomförs utan visuell uppsikt över planets yttre omgivning, utan enbart med hjälp av information från de instrument som finns ombord. Som en följd därav måste trafikseparationen vara trafikledningens ansvar.
Instrumentflygning brukas vanligen när flygning sker under dålig eller blind sikt, såsom mörkerflygning, ovädersflygning, molnflygning men även delvis ovan moln där piloten saknar visuella referenser för navigering. Instrumentflygning används bland annat militärt vid natt- och allvädersuppdrag, exempelvis nattjakt (jämte dagjakt).

## Instrumentflygregler
Instrumentflygregler eller instrumentella flygregler (förkortat IFR, engelska: instrument flight rules) kallas det regelverk inom luftfarten som reglerar hur flygtrafik skall utövas under instrumentflygning.

## Allvädersflygning
Mörkerflygning och ovädersflygning är ofta del av så kallad allvädersflygning, flygning som sker oavsett väder eller tid på dygnet.
Flygplan särskilt konstruerade för allvädersflygning brukar, särskilt historiskt, kallas allvädersflygplan och är byggda för att enkelt skifta mellan visuellflygning och instrumentflygning. Militärt förekommer flera hyponymer till begreppet, såsom allvädersjaktflygplan.